# Semana Santa en Córdoba
La Semana Santa de Córdoba representa la Pasión, muerte y resurrección de Jesucristo con grupos escultóricos que procesionan (pasos) por las calles de la ciudad, acompañados por penitentes y devotos. Existen procesiones similares en otras ciudades de Andalucía, España.
La salida procesional de la hermandad esta semana recibe el nombre de estación de penitencia. La salida procesional es el principal culto externo de las hermandades, pero cuentan con numerosos cultos internos a sus titulares a lo largo del año, como novenas, septenarios, quinarios, triduos y besamanos. 
La Agrupación de Hermandades y Cofradías de Córdoba es el órgano oficial encargado de la regulación del conjunto de hermandades de la ciudad. Son 40 las Hermandades de penitencia que forman parte de la agrupación de hermandades cordobesa, de las que 38 realizan la carrera oficial.

## Historia
A partir del siglo XVI proliferaron las procesiones y las hermandades penitenciales con la Contrarreforma. Durante muchos siglos se estabilizaron las cofradías anteriores, se crearon nuevas y algunas ya centenarias se extinguieron en la época difícil de la Ilustración. El siglo XVIII fue particularmente rico en creación, fortalecimiento y devoción de las hermandades de gloria, sobre todo las rosarianas, con gran esplendor. 
El expolio y la destrucción de arte sacro durante la ocupación francesa en 1808, el edicto de 1819 del obispo Pedro Antonio de Trevilla (que prohíbe todas las procesiones salvo un Santo Entierro Oficial con todo los pasos de la Pasión, ordenados cronológicamente, el Viernes Santo) y las exclaustraciones por las desamortizaciones casi terminan con las procesiones. Durante treinta años las hermandades solo realizarán cultos internos (culto y Triduo Sacro) en Semana Santa.
El "Decreto Trevilla" ocasionó en definitiva el fin de la Semana Santa en Córdoba tal y como se había venido realizando y acabar con la práctica totalidad de las tradiciones y costumbres cofrades cordobesas. La mayoría de las grandes cofradías de siglos atrás, como Vera Cruz, Nazareno, Soledad, etc terminaron extinguiéndose o al menos suspendieron su actividad. Durante varias décadas no hubo Semana Santa en Córdoba y toda la tradición se perdió, al haber varias generaciones que no habían conocido el esplendor cofrade y la Semana Santa anterior.
La costumbre resurge a partir de 1849, cuando el Ayuntamiento empezó a organizar la procesión Oficial del Santo Entierro el Viernes Santo, que había decaído.
Algunas cofradías históricas que habían mantenido su vida interna y cultos, como Las Angustias, El Calvario, Jesús Caído, Los Dolores, la Oración en el Huerto, etc comenzaron a revitalizarse participando tanto en la Procesión Oficial del Santo Entierro el Viernes Santo como en sus propias salidas procesionales en días anteriores de la Semana Santa. También se fundaron a comienzos del siglo XX nuevas cofradías, aunque con imágenes y devociones antiguas, como el Cristo de Gracia (Esparraguero) o el Cristo de la Expiración.
Poco a poco se fue empezando a crear una nueva Semana Santa en Córdoba, comenzando desde cero, pues toda la tradición de siglos pasados se había perdido u olvidado, con la creación de nuevas cofradías, el resurgir de las que habían aguantado y la inspiración en las grandes Semanas Santas que en otras ciudades como Sevilla o Málaga traían hasta Córdoba aires nuevos.
Una de las tradiciones más importantes y antiguas, desde el principio de la Semana Santa de Córdoba allá por el siglo XVI o incluso antes, que se perdió a raíz del "Decreto Trevilla" fue el hacer Estación de Penitencia en la Santa Iglesia Catedral. Algunas cofradías, como la de Jesús Nazareno y otras, incluso hacían estaciones en más templos, pues la noche y madrugada del Jueves y Viernes Santo estaban los templos abiertos para la adoración del Santísimo Sacramento reservado en los monumentos que aún hoy se montan en la tarde del Jueves Santo y era tradición visitar al menos 7 templos y sus monumentos "haciendo las estaciones", pero todas las cofradías incluían en sus itinerarios Estación de Penitencia en la Catedral. Tan sólo la Procesión Oficial del Santo Entierro continuó yendo a la Catedral mientras duró. Han tenido que pasar más de 150 años para que en 2016 y 2017 se recuperase que todas las cofradías cordobesas hagan Estación de Penitencia en el primer templo de la diócesis, la Santa Iglesia Catedral.
En 1944 el obispo Adolfo Pérez Muñoz funda la Agrupación de Hermandades y Cofradías de Córdoba. En la década de 1920 se habían fundado organizaciones parecidas en Málaga (1921) y Granada (1927) y en la década de 1930 se hizo algo similar en Sevilla (1930) y Jerez de la Frontera (1938).
Desde la fundación de la Agrupación de Cofradías, dado que aúna esfuerzos colaborativos y organizativos de todas las cofradías, la Semana Santa de Córdoba no ha parado de crecer, aun con las lógicas crisis que se van sucediendo, como en los años 60, pero continuando con épocas de crecimiento como fueron los 70 y los 90, en los que se fundaron numerosas cofradías, como había pasado décadas atrás, y también se refundaron y reorganizaron antiguas y centenarias cofradías que habían desaparecido o se habían aletargado en el siglo XIX, como las históricas de Jesús Nazareno o la Vera Cruz.
Uno de los hitos, y a la vez fracaso, más importante de los años 90 fue el intento de establecer en Córdoba una "Madrugada" con varias cofradías en las calles, por lo que a la Buena Muerte, que desde su fundación en los años 40 siempre procesionó en la Madrugada, se unieron la Merced y Jesús Nazareno, que volvía a su jornada histórica donde siempre realizó su salida procesional, aunque la tradición cordobesa era procesionar al alba, como sigue haciéndose en la provincia, y no a media noche. Esa pérdida de tradición o imposición de una tradición que no era la cordobesa, hizo escaso el apoyo de público en la calle, que sólo lo había a primera hora de la noche o por la mañana en las recogidas, y también la pérdida paulatina de nazarenos, derivado en gran parte al extenso y absurdo recorrido al que se les obligaba para hacer la Carrera Oficial de entonces, que terminaba en Cruz Conde con Conde de Robledo, para bajar después a la Catedral y volver a sus templos. Finalmente tan sólo la Buena Muerte continuó haciendo lo que ya venía haciendo desde su fundación, pero Merced y Nazareno desistieron de seguir en esas condiciones.
Los años 70, 80 y 90 fueron fructíferos en la fundación de nuevas cofradías y así actualmente forman parte de la Semana Santa de Córdoba 38 cofradías, más algunas que aún, por su juventud, sólo procesionan por sus barrios en vísperas, como preparación antes de hacer Carrera Oficial en Semana Santa. 
Los últimos acontecimientos históricos que han vivido las Cofradías cordobesas fueron el año 2016, en los que ante los obstáculos y negativas por las administraciones autonómica y local para reabrir otra puerta en la Catedral para poder hacer Estación Penitencial conjunta ininterrumpida, decidieron por unanimidad hacer todas Estación de Penitencia en la Catedral aun teniendo que realizar la Carrera Oficial existente en el Centro y habiendo una única sola puerta para entrada y salida al Patio de los Naranjos. 
Finalmente, en el año 2017, con todos los permisos y el visto bueno de la UNESCO fue posible abrir una nueva puerta para facilitar el tránsito ininterrumpido de las cofradías cordobesas por el interior de la mezquita-catedral, siendo trasladada la carrera oficial a este entorno.

### Dolorosas Coronadas
- Nuestra Señora de los Dolores, 1965.
- Nuestra Señora de las Angustias, 1987.
- Nuestra Señora del Rosario en sus Misterios Dolorosos, 1993.
- María Santísima de la Paz y Esperanza, 2022.

## Formaciones Musicales

### Bandas de Música
- Banda de Música Nuestra Señora de la Estrella.
- Agrupación Cultural Cristo del Amor.
- Banda de Música María Santísima de la Esperanza.

### Agrupaciones Musicales
- Agrupación Musical Nuestro Padre Jesús de la Redención.
- Agrupación Musical Nuestro Jesús de la Fe en su Sagrada Cena.
- Agrupación Musical Santísimo Cristo de Gracia.

### Cornetas y Tambores
- Banda de Cornetas y Tambores Nuestra Señora de la Salud.
- Banda de Cornetas y Tambores Nuestro Padre Jesús Caído y Nuestra Señora de la Fuensanta.
- Banda de Cornetas y Tambores de la Coronación de Espinas
- Banda de Cornetas y Tambores Nuestra Señora de la Fuensanta
- Banda de Cornetas y Tambores del Santísimo Cristo de la Piedad

## Vísperas
Ninguna de estas hermandades forman parte de la Agrupación de Hermandades y Cofradías de Córdoba (órgano oficial que rige la Semana Santa cordobesa) excepto la Hermandad de la Presentación al Pueblo y la Hermandad de las Lágrimas, por lo que ninguna realiza la carrera oficial y sus procesiones se llevan a cabo por las inmediaciones de sus barrios y feligresías:

### Penúltimo Sábado de Cuaresma

#### Pro-hermandad de la Bondad
Pro-hermandad de Nuestro Padre Jesús de la Bondad en las Negaciones de San Pedro y Nuestra Señora Reina de los Apóstoles. 
Tiene su sede en la Parroquia Santuario de Nuestra Señora de la Fuensanta. Dio sus primeros pasos en el año 2012 y no fue hasta 2020 cuando sus estatutos fueron aprobados «ad experimentum».
El único paso de esta corporación pertenece a Nuestro Padre Jesús de la Bondad, obra del escultor Antonio Bernal en el año 2018. Representa el misterio de las Negaciones de San Pedro. De momento, el misterio lo completa San Pedro (2022) y un soldado judío (2024)  ambos realizados por Antonio Bernal. Su titular mariana es igualmente obra de Antonio Bernal, realizada en 2008 para la disuelta Pro-hermandad de la Exaltación, siendo cedida a esta corporación en 2019.

### Miércoles de Pasión

#### Hermandad de la Quinta Angustia
Hermandad Sacramental y Cofradía de Nazarenos Mercedarios del Santísimo Cristo de la Merced, Nuestro Padre Jesús en su Soberano Poder, María Santísima de la Quinta Angustia y Nuestra Señora de la Merced. 
Fue fundada en el año 2010 en la Parroquia de Nuestra Señora de la Merced. En el año 2020 recibió su aprobación definitiva como Hermandad de Penitencia.
Entre sus titulares se encuentra el Santísimo Cristo de la Merced, crucificado anónimo del siglo XIV; y Nuestra Señora de la Merced, atribuida a Alonso Gómez de Sandoval hacia el año 1745.
Nuestro Padre Jesús en su Soberano Poder fue realizado por Juan Jiménez González y D. Pablo Porras Castro en el año 2019 y representa a Jesús cargando la Cruz. Realiza un viacrucis hasta la Parroquia de San Miguel en un paso portado por costaleros.
La imagen de María Santísima de la Quinta Angustia es obra de los mismos autores, en el año 2013.

### Jueves de Pasión

#### Pro-hermandad de la Salud de Puerta Nueva
Pro-hermandad del Santísimo Cristo de la Vera Cruz, Nuestro Padre Jesús de la Salud en su Divina Misericordia en el Beso de Judas, María Santísima de Regla y Nuestra Señora de la Cabeza. 
Su sede se encuentra en la Parroquia de Nuestra Señora del Carmen de Puerta Nueva. Fue fundada en 2012, siendo sus estatutos aprobados «ad experimentum» en 2020.
Desde sus comienzos da culto al Santísimo Cristo de la Vera Cruz, una talla anónima de finales del siglo XVI o principios del siglo XVII; y a Nuestra Señora de la Cabeza, imagen letífica de gran antigüedad. 
La imagen de Nuestro Padre Jesús de la Salud en su Divina Misericordia fue realizada por Manuel Luque Bonillo en el año 2021. El misterio está siendo realizado por el mismo autor y representará el momento del Beso de Judas. Durante su procesión hace estación de penitencia en la Basílica Menor de San Pedro Apóstol.
María Santísima de Regla es obra de José Antonio Álvarez y fue bendecida en 2019.

### Viernes de Dolores

#### Fraternidad de la Providencia
Fraternidad del Santísimo Cristo de la Providencia. 
Su sede se encuentra en la Parroquia de San Juan y Todos los Santos (Trinidad) y pertenece a la Obra Pía de la Santísima Trinidad, promovida en 1964 por el sacerdote Mons. Antonio Gómez Aguilar, siendo sus estatutos aprobados en 1991.
El Santísimo Cristo de la Providencia es obra de Luis Álvarez Duarte del año 1987. Realiza un viacrucis hasta la Santa Iglesia Catedral, sobre un paso portado por costaleros y acompañado por una banda de música.

### Sábado de Pasión

#### Hermandad de la Sangre del Higuerón
Hermandad del Santísimo Cristo de la Sangre, Nuestro Padre Jesús Nazareno de la Compasión y San Isidro Labrador
Con sede en la Parroquia de San Isidro Labrador, de la barriada del Higuerón. Fundada en el año 2000, procesionaba una imagen de Jesús Crucificado atribuida a los talleres Olot en la década de los setenta del siglo XX. En 2024 se aprueban sus reglas y se estrena la imagen de Nuestro Padre Jesús Nazareno de la Compasión.

#### Hermandad de las Lágrimas
Hermandad y Cofradía de Nazarenos del Santísimo Cristo de las Lágrimas y María Santísima de las Penas. 
Está establecida en la Parroquia de Nuestra Señora de la Asunción de Parque Figueroa. Fue fundada en el año 1999 y aprobada como hermandad en 2014.
Durante dos años procesionó la imagen de María Santísima de las Penas, obra de Juan Jiménez y Pablo Porras del año 2014.
En la actualidad procesiona el Santísimo Cristo de las Lágrimas, imagen realizada con anterioridad a la fundación de la hermandad por Miguel Arjona. En un futuro representará el misterio de la Exaltación, cuyas imágenes secundarias están siendo realizadas por Pedro Jesús Pila Martínez. Durante su procesión realiza estación en la Parroquia de Santa Rafaela María.

#### Hermandad de la O
Hermandad penitencial de las Cinco Llagas y Cofradía de Nazarenos de Nuestro Padre Jesús de la Victoria en sus Tres Caídas y María Santísima de la O.
Fue fundada en 1993 en la Parroquia de Nuestra Señora de la Aurora, del barrio de Fátima, y sus estatutos aprobados «ad experimentum» en 2019. El 25 de febrero del 2024 se anuncia su erección canónica como hermandad.
Nuestro Padre Jesús de la Victoria es obra del escultor Antonio Bernal en el año 2019. La imagen de María Santísima de la O es obra del mismo autor, realizada en el año 1993 y bendecida a su llegada a la parroquia en el año 1996.
Desde 2018 procesiona la imagen de la Virgen bajo palio y en 2024 se incorpora Nuestro Padre Jesús de la Victoria. Hace estación en la Parroquia de la Virgen de Fátima.

#### Pro-hermandad del Traslado al Sepulcro
Pro-Hermandad del Santísimo Cristo de las Almas en su Traslado al Sepulcro, Nuestra Señora de Salud y Traspaso y Santo Tomás de Aquino
Tiene su sede en la Parroquia de Nuestra Señora de la Consolación, en la Colonia de la Paz. Su origen se sitúa en el año 2004, en la Parroquia del Salvador y Santo Domingo de Silos (la Compañía), pasando en 2006 a su actual sede.
José Antonio Cabello es el autor de la imagen de Nuestra Señora de Salud y Traspaso, en el año 2007. La corporación realizaba un rosario vespertino el Sábado de Pasión, saliendo por primera vez sobre un paso en 2018.
El Santísimo Cristo de las Almas es obra del mismo autor y fue bendecido en 2019. Desde entonces procesiona junto a la titular mariana en el único paso de esta corporación, haciendo estación en la Parroquia de las Santas Margaritas.
|           |
| La Bondad |

|                       |
| Salud de Puerta Nueva |

|                            |
| Jesús en su Soberano Poder |

|                |
| La Providencia |

|      |
| La O |

|              |
| Las Lágrimas |

|                      |
| Traslado al Sepulcro |

## Semana Santa

### Domingo de Ramos

#### Hermandad de la Borriquita
Hermandad y Cofradía de No Padre Jesús de los Reyes en su Entrada Triunfal en Jerusalén, María Santísima de la Victoria y Nuestra Señora de la Palma. 
La actual hermandad se funda en 1963, aunque existió en Córdoba otra con orígenes que se remontan a 1944. Tiene su sede en la Parroquia de San Lorenzo Mártir.
Ntro. Padre Jesús de los Reyes fue realizado por Juan Martínez Cerrillo (1963) y restaurado por Miguel Ángel González Jurado (1992). Procesiona sobre un paso sin tallar, representando el misterio de la Entrada Triunfal.
Desde 1982 procesiona bajo palio la imagen de María Santísima de la Victoria, una talla anónima del siglo XVIII. Será en el año 1994 cuando sea sustituida por la talla de Nuestra Señora de la Palma, obra de Francisco Romero Zafra (1991) pasando a tener carácter letífico.

#### Hermandad de las Penas
Real Hermandad y Cofradía del Santísimo Cristo de las Penas, Nuestra Señora Madre de los Desamparados, San Juan Evangelista, María Santísima de la Concepción y Santiago Apóstol. 
Fue fundada en 1955 y tiene su sede en la Parroquia de Santiago.
El Santísimo Cristo de las Penas es un crucificado medieval de estilo gótico, datada entre el siglo XIII y comienzos del siglo XV y que fue restaurado por Francisco Peláez del Espino en 1986. Hay constancia de la existencia de hermandades en torno a esta imagen en los siglos XVI y XVII. Procesiona en un paso acompañado de las imágenes de Nuestra Señora y Madre de los Desamparados (1973) y el apóstol San Juan (1978), realizadas por Antonio Eslava Rubio y restauradas en 1980 por Juan Ventura. 
Las imágenes anteriormente citadas procesionaron bajo palio hasta la incorporación de María Santísima de la Concepción, obra de Juan Ventura en 1986.

#### Hermandad de la Vera Cruz
Piadosa Hermandad Sacramental del Buen Pastor y de la Inmaculada Concepción y Muy Antigua, Siempre Ilustre y Venerable, Pontificia, Real, Fervorosa, Humilde y Seráfica Archicofradía de la Santa Vera Cruz, Nuestro Señor de los Reyes, María Santísima del Dulce Nombre en sus Dolores Gloriosos y Divina Pastora de las Almas.. 
Fue fundada en 1983 y tiene su sede en la Parroquia de San José y Espíritu Santo, en el populoso barrio del Campo de la Verdad. En el año 2024 cambia su día de salida del Lunes Santo al Domingo de Ramos.
A finales del siglo XV hay constancia de una hermandad de la Vera Cruz en una ermita del Campo de San Antón, en un arrabal; Mientras que en el siglo XVI hay datos de una hermandad con ese nombre con sede en el convento Franciscano de San Pedro el Real, aunque desapareció a comienzos del siglo XIX. El crucificado original, del siglo XV, se conserva en el convento salesiano de la Visitación.
María Santísima del Dulce Nombre en sus Dolores Gloriosos fue realizada por Antonio Dubé Luque en 1984. El mismo autor realizó un en 1987 la imagen de Nuestro Señor de los Reyes. Como particularidad, este Nazareno porta la cruz de forma invertida, una alegoría muy común en siglos pasados.

#### Hermandad del Rescatado
Ilustre, Piadosa y Trinitaria Hermandad de Penitencia y Cofradía de Nazarenos de Nuestro Padre Jesús Nazareno Rescatado y María Santísima de la Amargura. 
Fue fundada en 1941 y tiene su sede en la Parroquia de Nuestra Señora de Gracia y San Eulogio.
La talla de Jesús Rescatado fue realizada por Fernando Díaz Pacheco en 1713, habiendo recibido culto por parte de varias hermandades desde el siglo XVIII hasta comienzos del XX. María Santísima de la Amargura es obra de José Callejón Gutiérrez de 1942, aunque fue reformada en 1966 por Juan Martínez Cerrillo.
En 1965 la cofradía recibe la donación de una túnica por parte de la duquesa de Medinaceli.

#### Hermandad de la Esperanza
Ilustre y Venerable Hermandad y Cofradía de Nazarenos de Nuestro Padre Jesús de las Penas y María Santísima de la Esperanza. 
Su fundación tuvo lugar en 1939 en la Parroquia de Santa Marina aunque desde 1977 tiene su sede en la Parroquia de San Andrés Apóstol. 
Durante los siete primeros años desde su fundación la Hermandad procesionó y mantuvo como titular a una Virgen Dolorosa propiedad de un hermano gitano que la cedía. Pero será en verano de 1946 cuando se decida encargar una nueva titular en propiedad, cuya tarea encarga la Hermandad al escultor cordobés Juan Martínez Cerrillo. 
Nuestro Padre Jesús de las Penas fue realizado por el mismo autor en 1954. Representa el momento inmediatamente anterior al comienzo del camino hacia el Calvario, aunque en un principio hubo intención de representar el misterio de la Sentencia. Es conocido popularmente como "el Gitano".

#### Hermandad del Amor
Dominica y Real Hermandad y Cofradía del Santísimo Cristo del Amor, Nuestro Padre Jesús del Silencio en el Desprecio de Herodes, y María Santísima de la Encarnación. 
Fue fundada en 1955 y tiene su sede en la parroquia de Jesús Divino Obrero, en el barrio del Cerro.
El Cristo del Amor es un crucificado anónimo de escala menor a la real que recibió culto por una hermandad en el siglo XVI. La Virgen de la Encarnación es obra de Luis Álvarez Duarte en 1979. En 1991 se incorpora a la hermandad la imagen del Jesús del Silencio, obra de Luis Ortega Bru que, en origen, iba destinada a Cádiz. Representa el misterio del Desprecio de Herodes.

#### Hermandad del Huerto
Hermandad y Cofradía de Nuestro Padre Jesús de la Oración en el Huerto, Jesús Amarrado a la Columna y María Santísima de la Candelaria, Nuestra Señora del Amparo y San Eloy Obispo. 
Fundación 1975. Tiene su sede en la Parroquia de San Francisco y San Eulogio. La actual hermandad tiene antecedentes en la fusión de las cofradías de la Oración en el Huerto y Nuestra Señora de Loreto, fundada en 1720 y procedente de la Parroquia de los Santos Nicolás y Eulogio de Axerquía; y la de Jesús de las Penas, en el Convento de San Pedro el Real. Ambas estaban asociadas a los agricultores (entre ellos olivareros) y curtidores y guadamecileros respectivamente. Dejó de procesionar a finales del siglo XVIII y desapareció a comienzos del siglo XIX. Tras varios intentos, logró ser refundada de forma definitiva en 1975. 
Nuestro Padre Jesús de la Oración en el Huerto se atribuye al círculo del artista Pedro de Mena. Por otro lado, Jesús Amarrado a la Columna había sido encargado por el fraile franciscano Juan Zamorano para la iglesia del convento de San Pedro el Real y fue entregado en 1662. No procesionó desde 1962 y, tras una restauración de José Antonio Navarro Arteaga, volvió a hacerlo en 2004. 
En el tercer paso procesiona María Santísima de la Candelaria tallada por Antonio Rubio en el año 1974. En un principio dio culto a la imagen de Nuestra Señora de los Dolores Gozosos, actual imagen letífica de la hermandad renombrada como Amparo.
|               |
| La Borriquita |

|                       |
| Las Penas de Santiago |

|                 |
| Jesús Rescatado |

|              |
| La Vera Cruz |

|              |
| La Esperanza |

|                          |
| Virgen de la Encarnación |

|           |
| El Huerto |

### Lunes Santo

#### Hermandad de la Merced
Venerable e Ilustre Hermandad del Santísimo Sacramento y Cofradía de Penitentes de Nuestro Padre Jesús Humilde en la Coronación de Espinas, Nuestra Madre y Señora Santa María de la Merced y San Antonio de Padua.
En 1954 el párroco y los feligreses de la Parroquia del Buen Pastor y San Antonio de Padua crean una hermandad sacramental en torno a Jesús de la Humildad en su Coronación de Espinas y la Virgen de la Merced. El origen de esta advocación mariana se encuentra en la cercanía de la cárcel a la parroquia y por la relación de algunos fundadores con la empresa algodonera CEPANSA. La actual talla de Nuestra Madre y Señora Santa María de la Merced fue realizada en 1976 por Francisco Buiza, autor que también realizó la imagen actual Nuestro Padre Jesús Humilde en la Coronación de Espinas en 1978. El misterio es obra de Pinto Berraquero de 1980.

#### Hermandad de la Estrella
Hermandad Sacramental del Dulce Nombre de Jesús y Cofradía de Nazarenos del Santísimo Ecce Homo, Nuestro Padre Jesús de la Redención ante Caifás, Negaciones y Lágrimas de San Pedro y Nuestra Señora de la Estrella. 
Fue fundada en 1981 y tiene su sede en la moderna parroquia de San Fernando, en el barrio de la Huerta de la Reina. Nuestra Señora de la Estrella fue realizada por Juan Ventura en 1986, mientras que Miguel Ángel González Jurado realizó la imagen de Nuestro Padre Jesús de la Redención en 1992 y del Dulce Nombre de Jesús en 1994. Representa el misterio de Jesús ante Caifás.

#### Hermandad de la Sentencia
Ilustre Hermandad del Santísimo Sacramento, Nuestra Señora de la Alegría y Cofradía de Nazarenos de Nuestro Padre Jesús de la Sentencia, María Santísima de Gracia y Amparo y San Nicolás de Bari.
Se crea en 1944 y tiene su sede en la Parroquia de San Nicolás de la Villa. 
Nuestro Padre Jesús de la Sentencia es obra de Juan Martínez Cerrillo de 1944, mientras que María Santísima de Gracia y Amparo es una obra anónima fechada a mediados del siglo XVIII, procedente del antiguo convento de la Victoria.
Desde sus orígenes, en la hermandad ha habido miembros destacados vinculados al mundo de lo jurídico. En 1991 se fusiona con la centenaria Hermandad del Santísimo Sacramento y Nuestra Señora de la Alegría.

#### Hermandad del Vía Crucis
Hermandad y Cofradía de Penitencia del Vía Crucis del Santo Cristo de la Salud. 
Fue fundada en 1972 en la Parroquia de San Juan y Todos los Santos.
Es una hermandad austera y su crucificado es llevado a hombros por los hermanos. Se trata de una obra anónima del siglo XVI restaurada en 1974 por Miguel Arjona Navarro.

#### Hermandad del Remedio de Ánimas
Muy Humilde y Antigua Hermandad Sacramental del Santísimo Cristo del Remedio de Ánimas y Nuestra Señora Madre de Dios en sus Tristezas.
Se trata de una de las Hermandades más destacadas y singulares de la Semana Santa Cordobesa, por su arraigada devoción y su estética genuina y personal.  
Está afincada en el Barrio de San Lorenzo, donde recibe culto, y procesiona en la tarde-noche del Lunes Santo. La actual corporación se funda en el año 1949, dando continuidad a la primitiva Hdad. desaparecida, fundada en el siglo XVII. El imponente Cristo del Remedio de Ánimas, llamado de los Remedios en siglos pasados, es un crucificado de autor desconocido del siglo XVI-XVII, de escuela Genovesa. Y su titular Mariana Nuestra Señora Madre de Dios en sus Tristezas es una imagen de autor desconocido del siglo XVII y atribuida de manera contundente al antequerano Antonio del Castillo. En 2014 el Cristo y la Virgen (esta última ya restaurada en el siglo XX por Miguel Arjona Navarro) fueron restaurados por Ana Infante de la Torre.
Son los únicos pasos que recuerdan la tradición, ya casi desaparecida, de llevar los pasos con ruedas, y que se ha convertido en un sello identificativo y propio de la corporación de San Lorenzo. El Paso Procesional del Stmo. Cristo del Remedio de Ánimas está basado en el sepulcro del Cardenal Salazar sitiado en la Mezquita-Catedral de Córdoba, personaje destacable ya que firmó las primeras reglas de la Hdad. de Ánimas. Cabe destacar la presencia en su cruz un velo realizado en hojilla de oro y plata, dividido en dos con el sol y la luna, que lo cual simboliza que cuando murió el velo del templo de Jerusalén se rajó y el día se hizo noche. A los pies de la cruz hay una calavera con dos tibias que simboliza la muerte del nuevo hombre perfecto o nuevo Adán. Nuestra Señora Madre de Dios en sus Tristezas es la única dolorosa que tiene la peculiaridad de procesionar bajo baldaquino, una personalísima y prodigiosa obra realizada en madera y oro, obra de Miguel Arjona en 1980.
|             |
| La Estrella |

|           |
| La Merced |

|              |
| La Sentencia |

|              |
| El Viacrucis |

|                   |
| Remedio de Ánimas |

### Martes Santo

#### Hermandad de la Presentación al Pueblo
Dominica Hermandad del Santísimo Sacramento y Cofradía de Nazarenos de Nuestro Padre Jesús de los Afligidos en su Sagrada Presentación al Pueblo, Nuestra Señora Reina del Cielo y Misericordia y San Vicente Ferrer.
Fue fundada en 2007 en la Parroquia de San Vicente Ferrer, del barrio de Cañero. Sus estatutos fueron aprobados en 2016.
La hermandad esta inmersa en la elaboración del misterio que acompañará a Nuestro Padre Jesús de los Afligidos, obra de Manuel Martín Nieto bendecida en 2016. Hace su primera estación a la Mezquita Catedral en 2024.

#### Hermandad de la Agonía
Hermandad Sacramental de Santa Victoria y Cofradía de Nazarenos del Santísimo Cristo de la Agonía y la Santísima Virgen Madre del Redentor Nuestra Señora de la Salud. 
Fue fundada en 1979 y tiene su sede en la parroquia de Santa Victoria. 
El crucificado es obra de Castillo Ariza en 1954 y la Virgen fue realizada en 1988 por Miguel Ángel González Jurado. El primer paso representa el misterio de la Sed. La Virgen procesionó por primera vez en 2018.

#### Hermandad Universitaria
Hermandad del Santo Cristo de la Universidad, Nuestra Señora de la Presentación y Santo Tomás Aquino. 
Fue fundada en 1989 y tiene su sede en la iglesia del Juramento de San Rafael.
Fue creada sobre todo por alumnos de la Facultad de Derecho de la Universidad de Córdoba y del colegio marista Cervantes. La Virgen de la Presentación fue realizada por Miguel Ángel González en 1990. El Santo Cristo de la Universidad fue realizado por Juan Manuel Miñarro López en 2010 y está inspirado en la Sábana Santa de Turín y en el Sudario de Oviedo. En un principio hubo intención de darle la advocación de las Almas. Procesionó en la carrera oficial por primera vez en 2014.

#### Hermandad de la Sangre
Hermandad Sacramental, Seráfica y Cisterciense de Capataces y Costaleros de la Santa Cruz y Cofradía de Nazarenos del Santísimo Cristo de la Conversión, Nuestro Padre Jesús de la Sangre Despreciado por el Pueblo, Nuestra Señora Reina de los Ángeles en sus Misterios Gozosos y Dolorosos y San Juan Evangelista. 
Fue fundada en 1976 y tiene su sede en la iglesia del convento del Santo Ángel. 
Nuestro Padre Jesús de la Sangre es obra de Antonio Eslava Rubio de 1978. Procesiona en un misterio que representa el juicio de Pilatos. Bajo palio procesionan las imágenes de Nuestra Señora de los Ángeles y San Juan Evangelista, obra de Luis Álvarez Duarte de 1980.
Anteriormente procesionó la actual imagen letífica de la hermandad, obra de Antonio Eslava en 1978.

#### Hermandad del Buen Suceso
Hermandad de Penitencia y Cofradía de Nazarenos de Nuestro Padre Jesús del Buen Suceso en su encuentro con su Santísima Madre la Virgen de los Dolores en la calle de la Amargura, María Santísima de la Caridad y San Andrés Apóstol.
Fue creada en 1973 y tiene su sede en la parroquia de San Andrés Apóstol. 
Nuestro Padre Jesús del Buen Suceso es una obra de autor anónimo de finales del siglo XVII, restaurado por Juan Martínez Cerrillo en 1974. Procesiona acompañado de la imagen de la Virgen de los Dolores, una obra de 1977.
María Santísima de la Caridad es obra de Miguel Ángel González Jurado de 1991.

#### Hermandad de la Santa Faz
Hermandad Penitencial y Cofradía de Nazarenos de la Santa Faz de Nuestro Señor Jesucristo, Nuestro Padre Jesús Nazareno de la Santa Faz en su Encuentro con la Santa Mujer Verónica, Nuestra Madre y Señora María Santísima de la Trinidad y Santa Marta. 
Fue creada en 1982 y tiene su sede en la Parroquia de San Juan y Todos los Santos. Nuestro Padre Jesús Nazareno de la Santa Faz es obra de Antonio Joaquín Dubé de Luque y la Verónica es obra de Antonio Salto Román, ambas en 1988. La Virgen es obra de Antonio Salto de 1989.

#### Hermandad del Prendimiento
Muy Mariana y Sacramental Hermandad Salesiana y Cofradía de Nazarenos de Nuestro Padre Jesús, Divino Salvador, en su Prendimiento, Nuestra Señora de la Piedad y San Juan Bosco. 
Fue fundada en 1952 y tiene su sede en el Santuario de María Auxiliadora. 
Nuestro Padre Jesús en su Prendimiento fue realizado por Dubé de Luque en 1990 y el resto de las imágenes entre 1998 y 2009. Nuestra Señora de la Piedad es obra de Martínez Cerrillo en 1958.
|                        |
| Presentación al Pueblo |

|           |
| La Agonía |

|                |
| La Universidad |

|           |
| La Sangre |

|                |
| El Buen Suceso |

|              |
| La Santa Faz |

|                 |
| El Prendimiento |

### Miércoles Santo

#### Hermandad del Perdón
Hermandad de Penitencia y Cofradía de Nazarenos de Nuestro Padre Jesús del Perdón ante Anás, María Santísima del Rocío y Lágrimas y San Miguel Arcángel. 
La hermandad fue fundada en 1990 y tiene su sede en la Iglesia de San Roque. 
Nuestro Padre Jesús del Perdón fue realizado en 1994 por Francisco Romero Zafra. Los sanedritas (1999) y los soldados judíos que lo acompañan (2000) son obra de Manuel Luque Bonillo. El misterio representa a Jesús ante Anás.
María Santísima del Rocío y Lágrimas es igualmente obra del mismo autor de 1990.

#### Hermandad del Calvario
Real, Ilustre, Piadosa y Secular Hermandad de Penitencia y Cofradía de Nazarenos de la Vía Sacra de Nuestro Padre Jesús del Calvario, Nuestra Señora del Mayor Dolor y San Lorenzo Mártir. 
Fundada en 1722. En sus orígenes realizaba el rezo del Vía Crucis desde la Iglesia de San Lorenzo hasta el calvario del Marrubial. La cofradía se reorganiza en 1918. Nuestro Padre Jesús del Calvario fue realizado por Fray Juan de la Concepción en 1724. Nuestra Señora del Mayor Dolor es obra de Castillo Ariza y Díaz Jiménez en 1945.

#### Hermandad de la Paz
Pontificia, Real, Venerable e Ilustre Hermandad Franciscana y Cofradía de Nazarenos de Nuestro Padre Jesús de la Humildad y Paciencia y María Santísima de la Paz y la Esperanza.
Fue fundada en 1939 en la extinta ermita de San Juan de Letrán. 
La imagen de la Virgen de la Paz y Esperanza, obra de Juan Martínez Cerrillo, fue bendecida en 1939 en la parroquia de San Andrés Apóstol para pasar poco más tarde a residir en la Real de San Lorenzo mártir. 
Fue en febrero de 1940 cuando llegaría a su sede definitiva, la iglesia del convento capuchino del Santo Ángel.
La imagen de Jesús de la Humildad y Paciencia fue realizada por Juan Martínez Cerrillo en 1942. El misterio representa a Jesús siendo despojado de sus vestiduras.
En un principio, la imagen de María Santísima de la Paz y Esperanza iba a ser coronada canónicamente el 11 de octubre de 2020, siendo aplazada la fecha a causa de la pandemia del Covid-19.

#### Hermandad de la Misericordia
Piadosa Hermandad del Santísimo Sacramento, Santos Mártires de Córdoba y Cofradía de Nazarenos del Santísimo Cristo de la Misericordia y Nuestra Señora de las Lágrimas en su Desamparo.
Fue fundada en 1937 y tiene su sede en la Basílica Menor de San Pedro. El Cristo es una talla anónima del siglo XVI mientras que la Virgen es del siglo XVII. Ambas imágenes proceden de la Iglesia de la Magdalena, habiendo sido titulares de antiguas corporaciones penitenciales.
En el año 2000 se fusionó con la antigua Hermandad del Santísimo Sacramento y Santos Mártires de Córdoba.

#### Hermandad de la Pasión
Muy Ilustre y Fervorosa Hermandad y Cofradía de Nazarenos de Nuestro Padre Jesús de Pasión, María Santísima del Amor y San Juan Evangelista. 
Fue fundada en 1939 y tiene su sede en la Parroquia de Nuestra Señora de la Paz. 
Tanto Nuestro Padre Jesús de Pasión como María Santísima del Amor son obras anónimas del siglo XVII. La Virgen procesiona bajo palio acompañada de San Juan.

#### Hermandad de la Piedad
Claretiana Hermandad y Cofradía del Santísimo Cristo de la Piedad y María Santísima de Vida, Dulzura y Esperanza Nuestra.
Fue fundada en 1972 y tiene su sede en la Parroquia de San Antonio María Claret, en el barrio de las Palmeras.
En su único paso procesiona una imagen de Jesús Crucificado acompañado de una dolorosa. El Santísimo Cristo de la Piedad es una obra de Antonio Bernal del año 2023, que sustituye la imagen fundacional, sin datar y atribuible a los talleres Olot. María Santísima de Vida, Dulzura y Esperanza Nuestra fue, en su origen, la talla de un ángel realizado en 1945 por Francisco Pascual Reyes para la Hermandad de las Aguas de Sevilla. La imagen llegó a la hermandad en 1983, tras haber sido trasformada en dolorosa por el escultor Juan Ventura. Fue restaurada en 2015 por Antonio Bernal. La cofradía representará en un futuro el misterio de la Sagrada Lanzada. Se incorporó a la Carrera Oficial en 2011.
|           |
| El Perdón |

|             |
| El Calvario |

|                    |
| La Paz y Esperanza |

|                 |
| La Misericordia |

|                 |
| Virgen del Amor |

|           |
| La Piedad |

### Jueves Santo

#### Hermandad del Nazareno
Real e Ilustre Cofradía de Nuestro Padre Jesús Nazareno, María Santísima Nazarena, San Juan Evangelista, San Bartolomé y Beato Padre Cristobal de Santa Catalina. 
La actual hermandad está fundada en 1971. Desde 1487 a mediados del siglo XVI existió una cofradía cordobesa en torno a un Jesús Nazareno en el Hospital de Santiago. En 1579 se fundó otra en el Hospital de San Bartolomé y tuvo las mismas reglas hasta mediados del siglo XIX. En 1863 la cofradía deja de procesionar en 1911 deja de estar activa. Aunque hay un intento de refundación en 1938 no será hasta 1971 cuando esto tenga lugar. Su sede está en la Iglesia Hospital de Jesús Nazareno Jesús Nazareno es de fecha desconocida, aunque ya constaba su existencia a comienzos del siglo XVIII. La Virgen, conocida como la Nazarena, data de finales del siglo XVIII o principios del XIX.

#### Hermandad de la Caridad
Real Hermandad del Señor de la Caridad.
La actual hermandad se funda en 1939. Tiene su sede en la parroquia de San Francisco y San Eulogio. 
En sus orígenes fue fundada en 1469 por comerciantes y artesanos pero en las décadas de 1470 y 1470 fue cayendo en manos de la nobleza cordobesa. El Hospital de la Caridad se construye a partir de 1493, y sirvió de sede a la hermandad. Durante los siglos XVI y XVII la nobleza de toda España empezará a interesarse por esta hermandad. En 1534 Carlos I ordenó dar a la cofradía una renta de 12.444 maravedíes al año. En 1617, como pago de una deuda, el comerciante Juan Draper donó a la hermandad el Cristo de la Caridad. El hospital cerró en 1837. Hubo un intento de refundación en la década de 1890, pero no fue hasta comienzos del siglo XX cuando se retomaron las procesiones y cultos en torno al Cristo. 
Finalmente, en 1939, y con la ayuda de los cofrades de la Hermandad de la Virgen de las Angustias, la hermandad pudo refundarse. En 1944 el hermano mayor Antonio Prieto donó una Virgen dolorosa del siglo XVIII que, a partir de entonces, ha acompañado al crucificado en su paso. 
Desde 1952 el Tercio Gran Capitán de la Legión Española acompaña al Cristo en su procesión. Cuando el Tercio Gran Capitán tiene que acompañar el cristo de Mena, en Málaga, van en riguroso silencio.

#### Hermandad del Caído
Pontificia, Real, Venerable e Ilustre Hermandad y Cofradía de Nuestro Padre Jesús Caído y Nuestra Señora del Mayor Dolor en su Soledad.
La actual hermandad es una refundación de 1937. Tiene su sede en la iglesia del convento de San Cayetano. En 1676 el maestrescuela de la Catedral donó la imagen de Nuestro Padre Jesús Caído al convento de carmelitas descalzos de San José (vulgo de San Cayetano). 
En torno a esta imagen se funda una hermandad en 1765. Procesionó por primera vez el Jueves Santo de 1779, junto con la Virgen del Mayor Dolor en su Soledad (del siglo XVIII). Por el devenir del siglo XIX, la hermandad se disolvió varias veces y hubo de ser refundada en 1851 y en 1874, hasta llegar a la última refundación de 1937.

#### Hermandad de la Sagrada Cena
Muy Mariana Hermandad Sacramental de la Inmaculada Concepción, Santo Rosario y Cofradía de Nazarenos de Nuestro Padre Jesús de la Fe en su Sagrada Cena, Santísimo Cristo de la Luz, María Santísima de la Esperanza del Valle y Beato Álvaro de Córdoba. 
Fue fundada en 1983 y tiene su sede en la Parroquia del Beato Álvaro de Córdoba, en el barrio de Poniente. 
Nuestro Padre Jesús de la Fe es una talla de Francisco Palos Chaparro y Joaquín Ojeda de 1987. Los apóstoles son obra de Miguel Ángel González Jurado de 1996. María Santísima de la Esperanza del Valle es obra de González Jurado de 2001, se incorporó al cortejo en el año 2019.

#### Hermandad de las Angustias
Pontificia, Real y Centenaria Hermandad y Cofradía de Nuestra Señora de las Angustias Coronada.
Fue fundada a mediados del siglo XVI en la iglesia del convento de San Agustín. 
Nuestra Señora de las Angustias Coronada es la obra póstuma del insigne escultor cordobés Juan de Mesa y Velasco, en el año 1627.
La imagen Virgen regresó a la Iglesia Conventual de San Agustín en 2014 tras 54 años de estancia en la Real Iglesia de San Pablo.

#### Hermandad del Cristo de Gracia
Trinitaria Hermandad de Penitencia y Cofradía de Nazarenos del Santísimo Cristo de Gracia y María Santísima de los Dolores y Misericordia.
Tiene su sede en la Parroquia de Nuestra Señora de Gracia y San Eulogio. 
A comienzos del siglo XVII este crucificado era propiedad de Andrés Lindo, un español residente de las Indias. Este pasó a manos de su hermana, Francisca de la Cruz, que lo donó en 1618 a un convento trinitario de Córdoba. Aunque suscitó una gran devoción ya desde el siglo XVII, no fue hasta 1736 cuando se creó una cofradía en su honor. Tras los altibajos de las hermandades del siglo XIX, la hermandad renace en la década de 1900.
María Santísima de los Dolores y Misericordia es una imagen de la escuela valenciana del siglo XIX.

### Madrugada

#### Hermandad de la Buena Muerte
Hermandad de Nazarenos Congregantes del Santísimo Cristo de la Buena Muerte y Nuestra Señora Reina de los Mártires. 
Es la única Hermandad que hace estación de penitencia en la madrugada cordobesa. Fue fundada en 1943 y tiene su sede en la Real Colegiata de San Hipólito. 
El Cristo de la Buena Muerte y la Nuestra Señora Reina de los Mártires fueron realizados en los años 40 por Antonio Castillo Lastrucci.
Es una de las hermandades con mejor patrimonio material. Destacan los bordados del paso de palio realizados en el taller de Esperanza Caro a mediados del siglo XX. Es una hermandad de silencio, aunque el palio tiene un gran recorte y tiene un sonido particular cuando chocan los flecos con los varales.
|             |
| El Nazareno |

|            |
| La Caridad |

|          |
| El Caído |

|              |
| Sagrada Cena |

|               |
| Las Angustias |

|                 |
| El Esparraguero |

|                 |
| La Buena Muerte |

### Viernes Santo

#### Hermandad de la Soledad
Franciscana Hermandad del Santísimo Sacramento y Cofradía de Nazarenos de la Santa Cruz en el Monte Calvario y María Santísima en su Soledad. 
Fue fundada en 1975 y desde 2020 tiene su sede en la Parroquia de Santa María de Guadalupe, en el barrio de Levante. 
Destaca su marcado carácter franciscano y su cortejo y paso procesional se caracteriza por mezclar la caoba y el bronce. María Santísima en su Soledad es obra de Luis Álvarez Duarte de 1975.

#### Hermandad de la Expiración
Real, Venerable e Ilustre Hermandad de Penitencia y Cofradía de Nazarenos del Santísimo Cristo de la Expiración, María Santísima del Silencio y Nuestra Señora del Rosario en sus Misterios Dolorosos Coronada y San Antonio María Claret. 
Siglos atrás existió una hermandad que daba culto a este Cristo en la Iglesia del Convento de San Pedro el Real. La llegada de los claretianos a la Iglesia de San Pablo provoca que en 1904, el Cristo de la Expiración, obra anónima del siglo XVII, sea trasladado a este templo, despertando una devoción que dará lugar a la fundación de esta hermandad en el año 1918. Tras las complicaciones de la década de 1930, fue refundada en 1947. 
La Virgen que acompaña al Cristo, talla anónima del siglo XVIII, adoptó la advocación del Silencio en 1967. En 1973 el imaginero Luis Álvarez Duarte elabora la imagen de la Virgen del Rosario en sus Misterios Dolorosos. La devoción que desde antaño se profesaba a la advocación del Rosario en este templo propició su Coronación Canónica en 1993.

#### Hermandad del Descendimiento
Primitiva y Muy Antigua Hermandad del Santísimo Cristo del Descendimiento, María Santísima del Refugio, Nuestra Señora de los Dolores y del Rayo, San Juan Evangelista y Nuestra Señora del Buen Fin. 
Tiene su sede en la Parroquia de San José y Espíritu Santo. La actual hermandad se funda en 1937.  Se conoce de la existencia en 1578 de una hermandad de penitencia del Descendimiento de la Cruz en la iglesia del convento de San Pablo que desapareció a finales del siglo XVI. Siglos más tarde, se sabe que entre 1911 y 1917, la hermandad del Cristo de las Ánimas y María Santísima del Rayo, creada en 1908 y que posteriormente también desapareció, llevaba en procesión un paso del Descendimiento en la procesión oficial del Santo Entierro.  El Santísimo Cristo del Descendimiento es obra de Amadeo Ruiz Olmos de 1937, María Santísima del Refugio de Miguel Ángel González Jurado, en 1993; y Nuestra Señora del Buen Fin de Hernández León de 1979. En 2019 se fusiona con la Hermandad del Rayo (Córdoba), dando culto a su primitiva titular, Nuestra Señora de los Dolores y del Rayo, dolorosa del siglo XVII de autor desconocido.

#### Hermandad de la Conversión
Hermandad y Cofradía de Nazarenos del Santísimo Cristo de la Oración y la Caridad en la Conversión del Buen Ladrón, María Santísima de Salud y Consuelo y Nuestra Señora del Rosario. 
Su sede se encuentra en la Iglesia de Nuestra Señora del Rosario del barrio de Electromecánicas. Fue aprobada como hermandad en el año 2016.
El misterio representa la escena de la Conversión del Buen Ladrón, con la peculiaridad de que el Buen Ladrón se encuentra a la izquierda, cuando en la mayor parte de la representación artística se sitúa en el lado opuesto. Las tres tallas que forman el misterio son obra del artista cordobés Pedro García Velasco, siendo el Cristo de 2016. 
María Santísima de Salud y Consuelo es una imagen anónima del siglo XIX, profundamente reformada por Juan Martínez Cerrillo, procedente de la Parroquia de San Andrés. En la actualidad no procesiona.
Su incorporación a la nómina de cofradías que realizan la carrera oficial tuvo lugar en 2020. Se trata una de las hermandades con mayor recorrido de la Semana Santa cordobesa, con un total de 10 horas.

#### Hermandad de los Dolores
Real, Venerable e Ilustre Hermandad Servita de Nuestra Señora de los Dolores Coronada y del Santísimo Cristo de la Clemencia. 
Se tiene constancia de que a mediados del siglo XIX participa en la procesión del Santo Entierro. 
El Cristo de la Clemencia es una obra de Amadeo Ruiz Olmos de 1938. La Virgen es obra de Juan Prieto de 1719.
Nuestra Señora de los Dolores Coronada de Córdoba fue realizada en 1719 por el imaginero cordobés Juan Prieto. Es conocida como la Señora de Córdoba y posee uno de los ajuares más numerosos que engloban mantos exquisitamente bordados, pañuelos, vestidos de un sinfín de colores, corazones centro de pecho y cuatro coronas diferentes. 
Se trata de la primera imagen en ser coronada canónicamente en la ciudad de Córdoba. Dicho acto tuvo lugar en el año 1965 y fue recogido por RTVE. 
Igualmente ha participado en multitud de procesiones extraordinarias, en los años 1878, 1885 y 1898; en 1929, con motivo de la inauguración del Sagrado Corazón de las Ermitas; en 2015, en el Aniversario de su Coronación; o en 2019, por la celebración del Año Jubilar, entre otras.
La cruz de guía de la hermandad, hecha en filigrana Cordobesa, cuenta con un reconocimiento distintivo por su belleza y esmero.

#### Hermandad del Santo Sepulcro
Hermandad de la Inmaculada Concepción y Muy Antigua Cofradía de Nazarenos de Nuestro Señor Jesucristo del Santo Sepulcro y Nuestra Señora del Desconsuelo en su Soledad. 
Tiene su sede en la Real Parroquia del Salvador y Santo Domingo de Silos. La actual hermandad es una reorganización de la cofradía que tuvo lugar en 1973. Cabe destacar que las primeras reglas de la primitiva hermandad datan del año 1573, siendo su sede primigenia el Convento del Carmen Calzado de Puerta Nueva. Tras diferentes vicisitudes, alcanza su mayor esplendor en el siglo XVII, con su procesión del Viernes Santo en que se desenclavaba al Señor de la cruz para introducirlo en la urna e iniciar la estación de penitencia. La cofradía se marcha a la parroquia de la Compañía en 1836, integrada ya en el colegio de escribanos, que pertenecían a su vez a una cofradía que rendía culto a la Inmaculada, hoy titular de la cofradía. A partir de la desafección de los escribanos en 1885, la hermandad entra en decadencia. En el año 1908 hay un intento de reorganización, por parte de la condesa de Cardona con la ayuda del duque de Hornachuelos, que no cuaja, pero que sirve de simiente para la creación, décadas más tarde, en 1935, de la cofradía de caballeros, que se mantiene activa hasta su disolución en 1972. Mientras que la actual hermandad se reorganiza un año después. En un primer momento, junto al Cristo yacente −una obra anónima de comienzos del siglo XVII− procesionaba una Virgen de La Quinta Angustia, que a finales del siglo XVI cambia de advocación por la de Las Penas y que en 1937 vuelve a cambiarla por la de El Desconsuelo en su Soledad.  En 1976 Luis Álvarez Duarte realiza una nueva dolorosa para la hermandad, que procesiona por primera vez en 1995, pasando la imagen primitiva a la Iglesia del Hospital de San Juan de Dios.
|            |
| La Soledad |

|               |
| La Expiración |

|                   |
| El Descendimiento |

|               |
| La Conversión |

|             |
| Los Dolores |

|                |
| Santo Sepulcro |

### Domingo de Resurrección

#### Hermandad del Resucitado
Real e Ilustre Hermandad de Nuestro Señor Resucitado, María Santísima Reina de Nuestra Alegría y Nuestra Señora de la Luz. 
Tiene su sede en la Parroquia de Santa Marina de Aguas Santas. Se funda el día 27 de junio de 1927, aunque tras ciertas vicisitudes tiene una reorganización en 1944, Se conoce en Córdoba la existencia de una antigua hermandad del Resucitado que se remonta a 1585. El Cristo es obra de Juan Manuel Miñarro de 1988 y la Virgen es obra de Juan Martínez Cerrillo de 1951.
|                  |
| Jesús Resucitado |

|                      |
| Virgen de la Alegría |

## Números de la Semana Santa de Córdoba
- Cofradía más antigua: Las Angustias (1558).
- Cofradía más actual: Presentación al Pueblo (2007, incorporación C.O. 2025)
- Cofradía con mayor número de nazarenos: La Paz y Esperanza.
- Cofradía con menor número de nazarenos en: La Universitaria.
- Cofradía con mayor número de hermanos: Los Dolores.
- Cofradía con menor número de hermanos: La Universitaria.
- Cofradía con más pasos: El Amor y El Huerto.
- Cofradía con menos pasos : El Vía Crucis.
- Cristo más antigüedad: Cristo de las Penas de Santiago (finales del siglo XIII o comienzos del XIV)
- Cristo más actual: Cristo de la Piedad (2023).
- Dolorosa más antigua: Nuestra Señora de las Angustias (1627).
- Virgen más moderna: María Santísima de la Esperanza del Valle (2001).
- Cofradía con recorrido más corto: Hermandad de la Pasión.
- Cofradía con recorrido más largo: La Conversión.
- Paso con mayor número de costaleros: Sagrada Cena y Humildad y Paciencia.
- Paso con menor número de costaleros: La Universitaria.
- Paso de palio con mayor número de costaleros: Virgen del Mayor Dolor en su Soledad.
- Paso de palio con menor número de costaleros: Nuestra Señora de la Presentación.

Solo se han tenido en cuenta las cofradías que realizan Carrera Oficial.

## Otras hermandades y pro-Hermandades

### Barriadas Periféricas

#### Hermandad de los Dolores de Alcolea
Franciscana Hermandad Sacramental y Cofradía de Nazarenos del Dulce Nombre de Jesús, Santo Cristo de las Cinco Llagas y María Santísima de los Dolores. 
Tiene su sede en la Parroquia de Nuestra Señora de los Ángeles de la barriada de Alcolea y realiza su procesión en la tarde del Viernes Santo. Fue fundada en 1981, siendo su titular obra de Francisco Buiza. Su primera salida bajo palio tuvo lugar el 5 de junio de 1988 en conmemoración del año mariano. El Cristo de las Cinco Llagas es una obra anónima del s.XVIII.
Tras dos intentos fallidos, esta cofradía se incorpora a la Agrupación en junio de 2024.

#### Hermandad de la Misericordia de Cerro Muriano
Hermandad Sacramental de Santa María de los Pinares y Santa Bárbara y Cofradía de Penitencia del Stmo. Cristo de la Misericordia y María Stma. de Gracia y Amparo.
Su sede es la Parroquia de Santa Bárbara y realiza su procesión el Viernes Santo. El Cristo de la Misericordia es un crucificado de autor anónimo de principios del s.XX.

#### Hermandad de los Dolores de Santa Cruz
Hermandad y Cofradía de Penitencia de Ntro. Padre Jesús Nazareno, Jesús Amarrado a la Columna, Stmo. Cristo de la Santa Cruz, Santo Entierro, María Stma. de los Dolores y San Juan Evangelista.
Tiene su sede en la Parroquia de Ntra. Sra. de la Encarnación, de la Barriada de Santa Cruz. El Viernes Santo procesiona las imágenes de Jesús Amarrado, el Nazareno y María Stma. de los Dolores.  Hecho destacado fue la primera salida del Amarrado con costaleros, en 1993. Sus reglas fueron aprobadas en 2010. Jesús Amarrado es una obra anónima, Ntro. Padre Jesús Nazareno es obra del escultor  Antonio Albornoz (1936), llega a Santa Cruz en 1952; El Cristo de Santa Cruz es obra de José María Serrano Carriel (1.996), la imagen del Santo Entierro llegó en 1992, hasta entonces había procesionado el Cristo de la Buena Muerte; la Virgen de los Dolores es obra de Martínez Cerrillo.

### Grupos Parroquiales
Aparte de las hermandades y pro-hermandades que procesionan en Vísperas, existen grupos parroquiales que no llevan a cabo salidas procesionales. Son los siguientes: 
- Grupo Parroquial Sacramental de Nuestro Padre Jesús Cautivo en el Puente Cedrón y María Santísima de la Victoria. Parroquia de Santa Beatriz de Silva (Parque Azahara).

Desde el año 2016 rinde culto a María Santísima de la Victoria, realizada por el escultor Antonio Labrador Jiménez ese mismo año.
- Fraternidad Parroquial del Santísimo Sacramento, Santísimo Cristo de la Confianza, Inmaculada Concepción y San Alberto Magno. Parroquia de la Inmaculada Concepción y San Alberto Magno (Ciudad Jardín).

La fuerte devoción del barrio de Ciudad Jardín hacia el Santísimo Cristo de la Confianza, obra de Antonio Castillo Lastrucci en 1960, ha dado lugar a diversos intentos de fundar una hermandad en torno a esta imagen. Desde 2019 realiza un viacrucis en Cuaresma, acompañado por veteranos de la Legión. La actual Fraternidad se funda en 2022.
- Grupo Parroquial del Santísimo Cristo de la Buena Muerte y Defensión. Parroquia de Nuestra Señora de Fátima.

Fundado en el año 2023.Bajo la devoción al Santísimo Cristo de la Buena Muerte y Defensión, una imagen de finales del s.XVIII, realizada por José Esteve y Bonet, siguiendo el modelo del Cristo de la Defensión de Jerez. Realiza un vía crucis en Cuaresma por las calles de la feligresía.
- Grupo Parroquial del Santísimo Cristo del Fervor y Plegarias y San Juan de Ávila. Parroquia de San Juan de Ávila.

Fundado en 2024, rinde culto al Santísimo Cristo del Fervor y Plegarias y San Juan de Ávila situado en la Parroquia de San Juan de Ávila del barrio de Levante. Entre sus proyectos, se encuentra la celebración del Vía Crucis del Señor el Viernes de Dolores.

### Hermandades extintas

#### Hermandad del Rayo
Su nombre completo era Primitiva y Muy Antigua Hermandad y Cofradía Servita de Nuestra Señora de los Dolores y del Rayo, Sagrada Resurrección de Nuestro Señor Jesucristo y Patriarca Bendito San José. Sus orígenes se encuentran en una cofradía de penitencia del s.XVII, establecida en la Parroquia de San José y Espíritu Santo. Se refunda como hermandad de gloria en 1984, llegando a hacer estación en la Mezquita Catedral la tarde del Sábado Santo. La dolorosa es la más antigua de cuantas procesionaron en la ciudad. La cofradía quedó disuelta en el año 2019, incorporándose su titular a la Cofradía del Descendimiento. 

#### Hermandad de la Soledad de los Plateros
En 2020 surge en la Iglesia de Nuestra Señora de la Merced el Grupo de Fieles de la Soledad de Nuestra Señora, con la intención de recuperar la devoción a la imagen escultura de procedencia granadina que perteneció a una cofradía desde el siglo XVII, la cual se extinguió en el siglo XIX.

#### Pro-hermandad de la Exaltación
Su nombre completo era Grupo Parroquial Sacramental de la Inmaculada Concepción, San Pedro Apóstol, Santísimo Cristo de la Exaltación, Nuestra Señora Reina de los Apóstoles y San Juan Evangelista y estaba establecido en la Parroquia de Ntra. Sra. De la Consolación. Fue fundada en 2006 y su titular mariana bendecida en 2008. Tras su disolución los hermanos acordaron la cesión de la imagen a la Pro-hermandad de la Bondad, en el año 2019.

### Hermandades de Gloria
Aparte de las corporaciones penitenciales, las Hermandades de Gloria realizan sus salidas procesionales a lo largo del año.